# Station La Baule-Escoublac
Station La Baule-Escoublac is een spoorwegstation in de Franse gemeente La Baule-Escoublac.